# Sari Mekar
Sari Mekar is een bestuurslaag in het regentschap Buleleng van de provincie Bali, Indonesië. Sari Mekar telt 2939 inwoners (volkstelling 2010).